# Rio Japaratuba
Rio Japaratuba är ett vattendrag i Brasilien.   Det ligger i delstaten Sergipe, i den östra delen av landet, 1 300 km öster om huvudstaden Brasília.
Omgivningarna runt Rio Japaratuba är en mosaik av jordbruksmark och naturlig växtlighet.